# Psolidiella
Genre
Psolidiella est un genre d'holothuries (concombres de mer) de la famille des Cucumariidae. 

## Liste des espèces
Selon World Register of Marine Species (19 mars 2015) :
- Psolidiella hickmani O'Loughlin, 2000
- Psolidiella maculosa O'Loughlin, 2000
- Psolidiella mollis (Ludwig & Heding, 1935)
- Psolidiella nigra Mortensen, 1925